# Сентрал (Аризона)
Сентрал (енгл. Central) насељено је место без административног статуса у америчкој савезној држави Аризона.

## Демографија
По попису из 2010. године број становника је 645.
| Група             | 2000.    | 2010.       |
| Белци             | 0 (0,0%) | 535 (82,9%) |
| Афроамериканци    | 0 (0,0%) | 3 (0,5%)    |
| Азијати           | 0 (0,0%) | 5 (0,8%)    |
| Хиспаноамериканци | 0 (0,0%) | 91 (14,1%)  |
| Укупно            | 0        | 645         |